# История Яранска
Исто́рия Яра́нска

## Русская колонизация
В XVI веке Российское государство далеко продвинуло свои границы на восток. Взятием Казани и Астрахани в 1552 и 1556 закончилось господство татарских ханов на реке Волге. Деятельное участие в борьбе русского народа с татаро-монгольским игом приняли и вятчане.
Для закрепления достигнутых успехов и защиты новых северо-восточных границ России в последней трети XVI века здесь был выстроен ряд небольших городков-крепостей. Именно в это время на Вятской земле и возник город Яранск. Наиболее раннее упоминание о нём содержит «Вятский временник», составленный в последней четверти XVII века дьячком хлыновского Богоявленского собора Семёном Поповым и его сыном Иваном. Так в нём сообщается: 

«В лето 7092 (1584) марта в 19 день, за полтора часа до вечера, преставился государь царь и великий князь Иван Васильевич всея Росии, царствовал 31 лето и расширил Московское государство... 1588 г. в та же лето городы ставлены: Царёв Шанчюрин, Уржюм, город в Самаре, Яранской...»

В «Государевых разрядах» под 1583 годом есть такая запись: 

«... Лета 7092 ноября в 7 день по государеву царёву и великого князя Ивана Васильевича всеа Русии приказу приговорили бояре князь Иван Фёдорович Мстиславской с товарищи послать воевод по полком в казанской в зимней поход. В большом полку окольничей и воевода Фёдор Васильевич Шереметев да воевода Володимер Васильевич Головин»

С годом кончины Ивана Грозного и казанским походом Шереметева и Головина в 1584 связывают основание Яранска большинство историков и краеведов.
Яранская крепость располагалась в районе современного Троицкого собора. Её северо-западная граница проходила по линии, ведущей от Троицкого собора к перекрёстку улиц Гоголя и Карла Маркса, северная граница проходила по улице Гоголя до перекрёстка с улицей Ленина, юго-восточная граница проходила по линии, соединяющей перекрёсток улиц Гоголя и Ленина с Троицким собором.

## Смутное время
5 (15) января 1609 года Чуватка Яковлев, посланник сторонников Лжедмитрия Авана Волынского, Елизара Бартенева, татарских князей Бибая и Теребердея Мустофиных, обосновавшихся в Санчурске, прибыл в Яранск с «воровским письмом», призывавшим яраничей встать на сторону самозванца и подняться на восстание. Его миссия удалась. Произошло восстание и военный гарнизон яранской крепости был взят, представители царской власти казнены. В городе начались грабежи. Во главе города поставлен сын боярский Асанчук Горихвостов.

## При первых Романовых
В 1620—1630-е годы в Яранске находился отряд стрельцов, состоявший из двух сотен под командованием стрелецких сотников; общее командование над отрядом осуществлял особый стрелецкий голова. Кроме того, там же стоял конный отряд служилых дворян в 12—13 человек во главе со своим головой и отряд служилых людей из марийцев и других нерусских новокрещенов до 20 чел. Там же находился небольшой пушечный наряд с 7 пушкарями. Общее командование всеми войсками сосредоточивалось в руках городового приказчика. Всего в Яранске войск было около 240 чел., что больше количества живших в городе посадских людей.

## В составе Российской империи
В 1808 году в городе была открыта первая больница, представлявшая собой лазарет для излечения служащих местной инвалидной команды. В 1814 год, как раз после Отечественной войны 1812 года, лазарет был занят лечением пленных французов. И лечил их военнопленный лекарь Лаврет.
В 1858 году в городе имелось 55 каменных и 465 деревянных домов.
В 1868 году в Яранске была открыта Холщёвая ручная ткацкая фабрика. При персонале 166 рабочих в январе-июне 1870 года на ней выработано 600 тыс. аршин холста на сумму 30 тыс. руб. Годовой оборот торговых предприятий Яранска на 24 октября (6 ноября) 1910 года составлял 3.299.300 пудов (52.788,8 тонн) товара на сумму 8.035.500 рублей.
В 1876 году в Яранске разразилась эпидемия холеры. Гласные Яранской городской думы среди прочих мер предложили местному священству обойти город Крестным ходом с иконами местных церквей.

## Советское строительство

### Яранская уездная чрезвычайная комиссия
Чрезвычайная комиссия в Яранской уезде появилась в марте 1918 года и действовала «без перерыва до контрреволюционного выступления 11-12 августа 1918 года». По словам председателя Яранской ЧК Рыбакова, «серьезной продуктивности быть не могло, так как в ее состав входили работники, не стоявшие на платформе Советской власти».

## Современность
В 2013 был капитально отремонтирован главный автомобильный мост через реку Ярань. В 2015 году открыт Парк имени Леонтия Шамшуренкова.

## Градоначальники Яранска[12][13]

### Воеводы
| Годы      | воевода                                     |
| --------- | ------------------------------------------- |
| 1594—1600 | Фёдор Васильевич Головин                    |
| 1600-1601 | князь Александр Андреевич Репнин-Оболенский |
| 1601      | Андрей Ислентьев                            |
| 1601-1602 | князь Владимир Семёнович Шастунов           |
| 1602-1605 | князь Владимир Дмитриевич Шастунов          |
| 1605-1606 | Василий Саввич Плещеев                      |
| 1608-1609 | Пётр Глухово                                |
| 1609      | Асанчук Горихвостов                         |
| 1610      | Пётр Иванович Мансуров                      |
| с 1615    | Терюшной Леонтьевич Облязов                 |
| с 1616    | Пётр Васильевич Волынский                   |
| 1617-1619 | Юрий Ловчиков                               |
| 1619-1620 | Борис Никифорович Давыдов                   |
| 1620-1621 | князь Григорий Петрович Барятинский         |
| 1622      | Семён Борисович Леонтьев                    |
| 1623-1624 | Фёдор Самойлович Бельский                   |
| 1625-1626 | Семён Марков                                |
| 1626-1628 | Пётр Матвеевич Безобразов                   |
| с 1628    | Василий Афанасьевич Кирекрейский            |
| 1629      | Назарий Хотунский (коломнетин)              |
| 1630-1633 | Дмитрий Андреевич Францбеков                |
| до 1636   | Никита Иванович Заболоцкий                  |
| с 1636    | князь Василий Петрович Кропоткин            |
| 1638-1639 | Никита Иванович Заболоцкий (вторично)       |
| до 1640   | Селгур Семёнович Соковнин                   |
| 1640-1643 | Андрей Львович Плещеев                      |
| 1644-1646 | Яков Иванович Арбузов                       |
| 1646      | Артемий Огибалов                            |
| 1651      | Семён Путилов (новгородец)                  |
| с 1652    | Раф Родионович Всеволожский                 |
| до 1657   | Иван Иванович Хрущёв                        |
| 1660      | Никита Григорьевич Левашёв                  |
| 1670      | Матвей Корин                                |
| 1730      | Александр Ахматов                           |
| 1744      | Ульянов                                     |
| 1763      | Пётр Ермолов                                |

### Городские головы по «Положению 1772 года»
| Годы       | городской голова                                   |
| ---------- | -------------------------------------------------- |
|            |                                                    |
| 1???       |                                                    |
| 1???       |                                                    |
| -1860—     | степенный гражданин Яков Данилович Осипов          |
| —1863      | купец Унженин                                      |
| 1865—      | 2-й гильдии купеческий сын Иван Филиппович Бебенин |
| 1868—1883  | 1-й гильдии купеческий сын Иван Иванович Носов     |
| в 1870     | купец Василий Николаевич Беляев                    |
| 1871—      | 2-й гильдии купец Николай Андреевич Земцов         |
| 1872—1875— | 1-й гильдии купеческий сын Иван Иванович Носов     |
| до 1880    | купец Василий Николаевич Беляев                    |
| 1880—1884  | купец 2-й гильдии Иван Филиппович Семёнов          |
| 1883—      | купец Ермолай Демидович Коробов                    |
| до 1885    | купец 2-й гильдии Иван Филиппович Семёнов          |
| -1888      | купец Иван Кузьмич Костромитинов                   |
| 1888-1889  | 1-й гильдии купеческий брат Фёдор Иванович Носов   |
| 1889-      | купец Прокопий Ларионович Горев                    |
| 1902-1906  | Николай Николаевич Левашёв                         |
| 1906-1910  | купец Иван Васильевич Костромитинов                |
| 1910-1911  | купец Иван Михайлович Унженин                      |
| 1911-1917  | Александр Михайлович Софронов                      |
| 1917-1917  | А. Н. Глушков                                      |

## Начальники городского военного гарнизона

### Стрелецкие головы
| Годы      | стрелецкий голова |
| --------- | ----------------- |
| 1594—1595 | Григорий Исленьев |
| 1595-??   | Василий Исленьев  |

## Начальники службы охраны правопорядка

### Городничие
| Годы       | городничий                                   |
| ---------- | -------------------------------------------- |
| 1780-      | коллежский асессор Григорий Буткевич         |
| -1783-1793 | Александр Мендерс (†1793)                    |
| -1795-     | Гумбрахт                                     |
| -1799-1804 | Георгий (Егор) Яковлевич Кирилов (1764—1804) |
| 1849-1852  | штабс-капитан Густав Густавович фон Дрейер   |
| 1852-1855- | майор Фёдор Михайлович Гутовский             |
| -1860-1863 | полковник Василий Анастасиевич Юрковский     |
| 1???       |                                              |
| 1???       |                                              |
| 1???       |                                              |
| 1???       |                                              |
| 1???       |                                              |

### Земские исправники
| Годы        | земский исправник                              |
| ----------- | ---------------------------------------------- |
| -1815-1823- | Евстигней Захарович Наумов                     |
|             |                                                |
| -1865-      | Юлий О. Киршфельд                              |
| -1900-      | надворный советник Владимир Федосеевич Таширев |
|             |                                                |
| 1???        |                                                |
| 1???        |                                                |
| 1???        |                                                |
| 1???        |                                                |

## Местное самоуправление

### Мещанские старосты
| Годы      | мещанский староста          |
| --------- | --------------------------- |
| 1905-1906 | Николай Павлович Стародумов |
| -1912     | Семён Фёдорович Зубарев     |
| 1???      |                             |
| 1???      |                             |
| 1???      |                             |